# Christian Baëta
Christian Goncalves Kwami Baëta (* 23. Mai 1908 in Keta, Ghana; † 29. Dezember 1994 in Accra) war ein ghanaischer evangelischer Theologe und Kirchenführer.

## Leben
Baëta war ein Sohn des presbyterianischen Pfarrers Robert Domingo Baëta. Eine seiner Schwestern war die Juristin und Frauenrechtlerin Annie Jiagge. Baëta studierte am Scottish Mission Teacher Training College in Akropong, Ghana, von 1930 bis 1935 am Evangelischen Missionsseminar der Basler Mission sowie am King’s College London, wo er 1959 mit der Doktorarbeit Prophetism in Ghana promoviert wurde. Nach der Ordination im Jahre 1936 wurde er Dozent am Training College in Akropong. Er war von 1945 bis 1949 Generalsekretär (synod clerk) der Evangelical Presbyterian Church Ghana und gleichzeitig Vorsitzender des Ghanaischen Christenrates und der Verhandlungskommission für die Ghanaischen Kirchenunion.
Zwischen 1949 und 1971 arbeitete Baëta in der Abteilung für Religion an der University of Ghana; zuerst als senior lecturer, ab 1962 als Professor und Leiter der Abteilung. Von 1966 bis 1968 amtierte er als Prokanzler der Universität, von 1967 bis 1969 als Dekan der Fakultät für Geisteswissenschaften. Er sorgte dafür, dass sich die ausdrücklich der christlichen Theologie verpflichtete Abteilung wandelte zu einer Fakultät für Religion und Theologie in einer pluralistischen Welt. Er wurde als Henry Winters Luce Visiting Professor of World Christianity an das Union Theological Seminary, New York (1958–1959) berufen, und zum Henry W. Luce Visiting Professor an den Selly Oak Colleges, Birmingham, England (1965–1970).
Seit der Teilnahme an der Weltmissionskonferenz in Tambaram, Indien, 1938 war Baëta in der ökumenischen Bewegung engagiert. Im Jahre 1958 wurde er stellvertretender Vorsitzender des International Missionary Council (IMC) und überwachte die Verschmelzung des IMC mit dem Ökumenischen Rat der Kirchen (ÖRK). Später war er Mitglied im Zentralausschuss und im Exekutivausschuss sowie in der Commission of the Churches on International Affairs des ÖRK. Auch der Anglikanisch-Reformierten Kommission für die Einheit der Kirche gehörte er an. Er war Mitglied der Christlichen Friedenskonferenz (CFK) und nahm an der IV. und V. Allchristlichen Friedensversammlung 1971 bzw. 1978 in Prag teil. 1971 wurde er in den Ausschuss zur Fortsetzung der Arbeit gewählt.
Baëta sprach sich nachdrücklich dafür aus, dass sich die missionarischen Bemühungen der jungen Kirchen auf dem afrikanischen Kontinent wandeln von einem Verständnis von Mission als einer weltweiten Ausbreitung des Christentums hin zur Begegnung und zum friedlichen Zusammenleben von Menschen unterschiedlichen Glaubens. In seinem Denken schlossen ökumenisches Denken und Mission einander nicht aus. Er arbeitete an einer Bibelübersetzung in die Ewe-Sprache mit.
Baëta nahm auch politischer Verantwortung wahr: als Mitglied der Gesetzgebenden Versammlung der Goldküste (1946 bis 1950); als Mitglied des Coussey Committee on Constitutional Reform for the Gold Coast; als Mitglied der Verfassunggebenden Versammlung, die nach dem Sturz von Kwame Nkrumah 1966 den Weg bereitete für eine Rückkehr zu einer zivilen Ordnung.
Mehrere Universitäten, darunter die Humboldt-Universität zu Berlin und die Reformierte Fakultät in Debrecen, zeichneten Baëta mit der Ehrendoktorwürde aus. 1951 wurde er als Officer des Order of the British Empire ausgezeichnet.

## Schriften (Auswahl)
- Prophetism in Ghana. SCM, London 1963.
- The Relationship of Christians with Men of Other Living Faiths, 1971

### Aufsätze
- In memoriam Karl Hartenstein, in: Für Arbeit und Besinnung 7, 1953, S. 211f.
- My Pilgrimage in Mission, IBMR 12, no. 4 (1984): 165–168. John S. Pobee, ed., Religion in Pluralistic Society: Essays In Honor of Professor C. G. Baëta (1976)
- Ethiopianism Past and Present, in C.G. Baeta, ed.: Christianity in Tropical Africa, Oxford, 1968

### Als Koautor
- Außereuropäische Christentumsgeschichte (Asien, Afrika, Lateinamerika) 1450 – 1990, hrsg. von Klaus Koschorke, Frieder Ludwig und Mariano Delgado unter Mitwirkung von Roland Spliesgart, Reihe: Kirchen- und Theologiegeschichte in Quellen Bd. VI. Darin: Christian G. Baëta: Kirche und Kultur in Afrika (1962), Neukirchen-Vluyn: Neukirchener, 2. Aufl., 2006,  ISBN 3-7887-2045-X

### Als Herausgeber
- Christianity in Tropical Africa, London 1968